# Digital Sparks Award
Der Digital Sparks Award wird seit 2001 mit Unterbrechungen jährlich an Studenten der Fachrichtungen Digitale Medien, Medienkunst, Medieninformatik, mediale Architektur und Mediendesign aus Deutschland, Österreich und der Schweiz verliehen. Der Wettbewerb beruht auf Mentorenschaft und einem Peer-Review Gutachterverfahren. Ziel des Wettbewerbs ist es, talentierte Newcomer zu entdecken, sichtbar zu machen und zu fördern. Zugleich soll ein Einblick in Forschung und Lehre medienkultureller Bildung an Hochschulen im deutschsprachigen Raum entstehen.
In den Jahren 2001, 2002, 2003, 2006 und 2008 wurden insgesamt 600 multimediale Arbeiten von Studenten aus Deutschland, Österreich und der Schweiz eingereicht und auf der Online-Archiv Plattform für Medienkunst und elektronische Kultur  dokumentiert.
Die Projekte werden direkt mit Videos und erläuternden Materialien auf die Website der Veranstaltung gestellt und von Experten auf der E-Learning-Plattform begutachtet. Alle nominierten Projekte werden einer Jury aus Kuratoren, Museumsdirektoren und Medienagenturen vorgestellt, welche daraus drei Preisträger und eine Anzahl besonderer Auszeichnungen auswählt. Alle nominierten und ausgezeichneten Projekte werden mit Gutachterkommentaren und Jurybegründen in Booklets dokumentiert und sind kostenlos herunterzuladen.
Die Gewinner erhalten Produktionsstipendien im Wert von je 2.500 Euro. Alle nominierten Projekte erhalten eine ständige Präsenz im Online-Archiv der Veranstaltung.
Der Wettbewerb digital sparks wird vom MARS-Exploratory Media Lab des Fraunhofer-Instituts IAIS veranstaltet und produziert von der Fraunhofer IAIS – eCulture Factory, Bremen. Gefördert wird dieser TalentScout vom Bundesministerium für Bildung und Forschung.

## Motto
- 2006: Tastbar – Hörbar – Sichtbar. Das Digitale in den Raum bringen
- 2008: Digitale Geschichten – Interaktive Räume – Intelligente Objekte

## Preisträger
2008
- Click & Glue – Jana Linke, Universität der Künste Berlin
- Rauschen & Brausen I-IV – Daniel Burkhardt, Kunsthochschule für Medien Köln
- Wartende Maschinen – Hannes Waldschütz, Hochschule für Künste Bremen